# 費懋賢
費懋賢（1500年—？），字民獻，號少湖，江西鉛山横林（今河口鎮柴家村）人，祖籍湖廣永興（今湖北陽新）。明朝政治人物，進士出身。

## 生平
內閣首輔費宏長子。嘉靖元年（1522年）壬午科順天乡试举人，嘉靖五年（1526年）登丙戌科二甲十四名进士，改庶吉士，官至兵部郎中。